# 尼古洛·梅利
尼古洛·梅利（義大利語：Nicolò Melli，1991年1月26日—），意大利籃球運動員，現在效力於NBA球隊達拉斯獨行俠。他也代表意大利國家籃球隊參賽。